# ارسنتیلید
ارسنتیلید (انگلیسی: Ersentilide) یک آنتاگونیست گیرنده بتا آدرنرژیک است.